# Kárahnjúkavirkjun

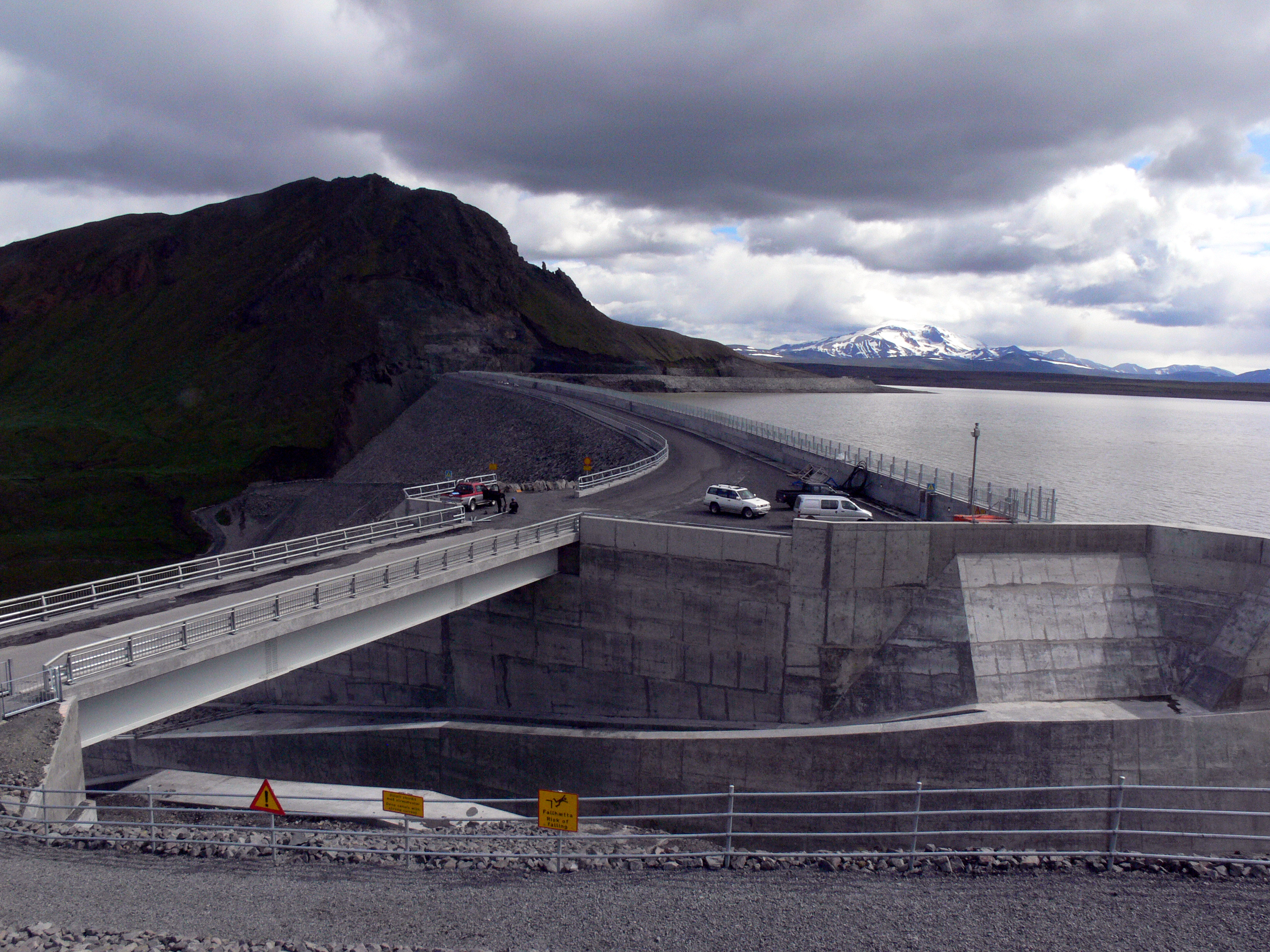
Kárahnjúkavirkjun

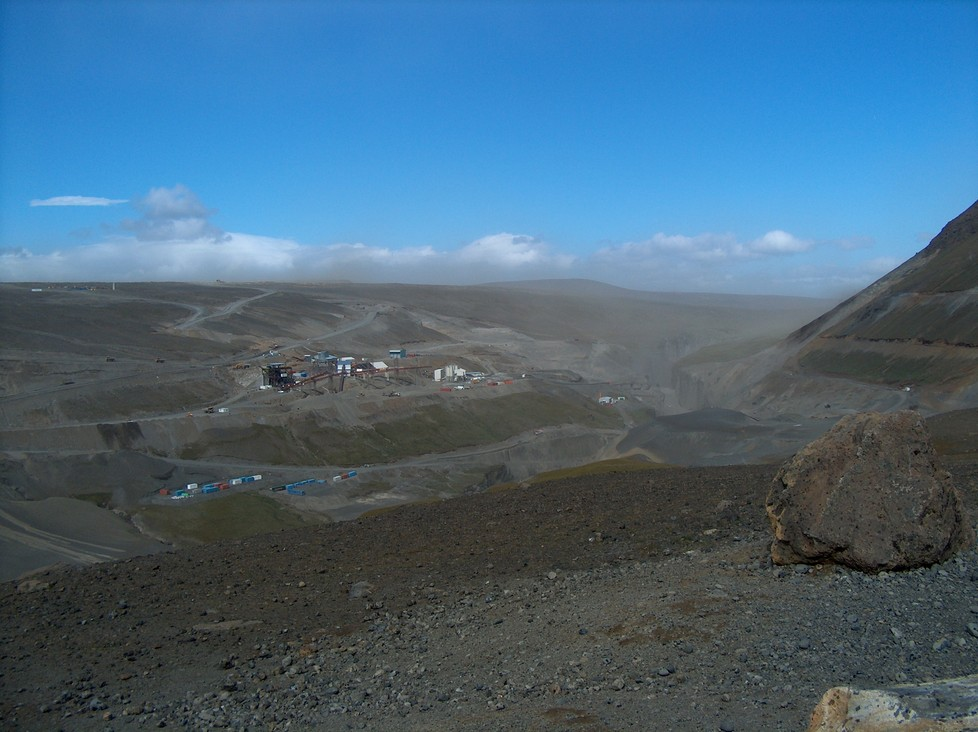
Bouw van de dam

Kárahnjúkavirkjun is een waterkrachtcentrale in het oosten van IJsland. De stroom wordt gebruikt voor de nieuwe Fjarðaálaluminiumsmelter in Reyðarfjörður.
Voor de centrale werden twee riveren afgedamd om het Hálslónreservoir te vormen. Dit reservoir heeft een oppervlakte van 57 km² en maakt het mogelijk een maximale waterstroom van 110 m³/s te genereren. Het geïnstalleerde elektrisch vermogen is 690 MW en de jaarlijkse productie bedraagt rond de 4600 GWh.
Het project werd grotendeels uitgevoerd in opdracht van het IJslandse nationale energiebedrijf Landsvirkjun en deels bekostigd door Alcoa, een Amerikaans bedrijf dat een van de grootste producenten van aluminium is. Alcoa gebruikt het merendeel van de elektriciteit voor een aluminiumsmelterij die het uit de Verenigde Staten verplaatste om kosten te besparen en om de uitstoot van kooldioxide (CO2) te verlagen.
Het bouwproject was het grootste in zijn soort in IJsland. Het is begin 2003 van start gegaan en was in 2009 gereed. Vijf grote dammen zijn gebouwd, waarvan de grootste, de Kárahnjúkastífladam, 193 meter hoog en 730 meter lang is. De gletsjerrivieren Jökulsá í Fljótsdal en Jökulsá á Dal, die beide hun oorsprong hebben in de ijskap van het noordoostelijke deel van de Vatnajökull, werden afgesloten. Hierbij ontstond het 57 km² grote Hálslónreservoir.
De bouw zorgde voor grote protesten: ongerept gebied werd vernietigd en de grondstoffen en eindproducten van de aluminiumproductie moeten worden af- en aangevoerd. Een meerderheid van de IJslandse bevolking leek echter voor te zijn. In tegenstelling tot bijvoorbeeld de Chinese Drieklovendam, dienden geen dorpen of steden verplaatst te worden.